# Згорнє Странє
Згорнє Странє (словен. Zgornje Stranje) — поселення в общині Камник, Осреднєсловенський регіон, Словенія. Висота над рівнем моря: 429,6 м.